# Rhagastis binoculata
Rhagastis binoculata là một loài bướm đêm thuộc họ Sphingidae. Nó được tìm thấy ở Đài Loan.
Sải cánh dài 54–63 mm. Nó rất giống với Rhagastis albomarginatus dichroae.
Ấu trùng được ghi nhận ăn Hydrangea chinensis.